# Vennoneti

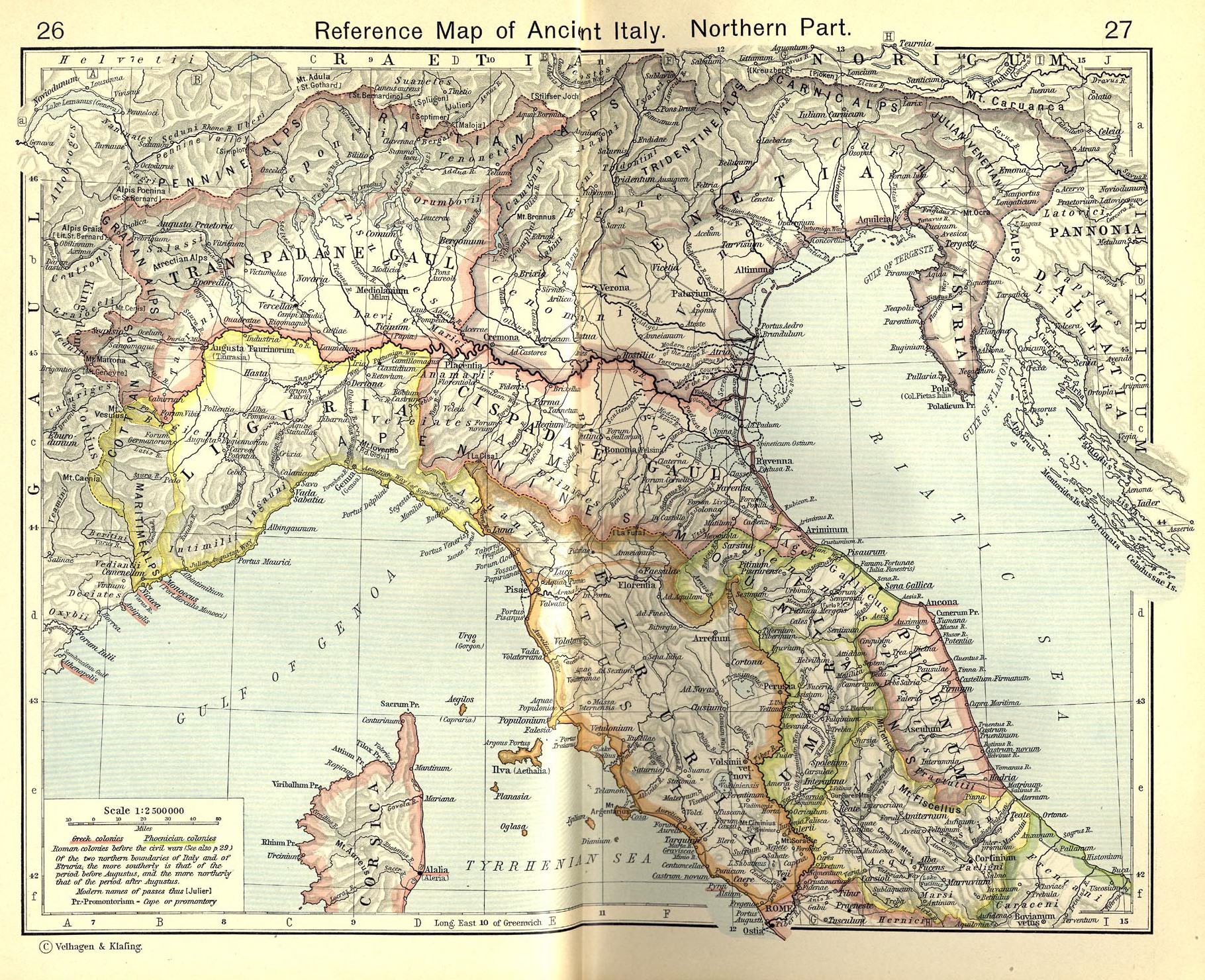
L'Italia centro-settentrionale secondo lHistorical Atlas con i Venonetes all'estremità nord-orientale della Gallia Transpadana

I Vennoneti erano un antico popolo alpino stanziato in Valtellina e nella Svizzera orientale.
Secondo il Lexicon Universale di Johann Jacob Hofmann (1698) il termine "Vennoni" era sinonimo di "Vennoneti".
I Vennonetes vennero sottomessi a Roma nel contesto delle campagne di conquista di Augusto di Rezia e arco alpino, condotte dai suoi generali Druso maggiore e Tiberio (il futuro imperatore) contro i popoli alpini tra il 16 e il 15 a.C. A completare la conquista del fronte alpino orientale fu Publio Silio Nerva, governatore dell'Illirico, che procedette all'assoggettamento delle valli da Como al Lago di Garda.
Il nome dei Vennoneti è ricordato in quarta posizione nel Trofeo delle Alpi ("Tropaeum Alpium"), monumento romano eretto nel 7-6 a.C. per celebrare la sottomissione delle popolazioni alpine e situato presso la città francese di La Turbie:
(Trofeo delle Alpi, Iscrizione frontale)

### Fonti primarie
- Trofeo delle Alpi